# بنت هنسن
بنت هنسن (دانمارکی: Bent Hansen; ۱۳ سپتامبر ۱۹۳۳ – ۸ مارس ۲۰۰۱) بازیکن فوتبال اهل دانمارک بود.
وی به‌همراه تیم ملی فوتبال دانمارک به مدال نقره در بازی‌های المپیک تابستانی ۱۹۶۰ رسیده‌است.